# 妙高院
熊姬（天正5年（1577年） - 寛永3年6月25日（1626年8月16日））亦稱作妙高院。為日本安土桃山時代至江戶時代前期的女性。

## 家系
父親為松平信康，母親為徳姫，祖父為德川家康，外祖父為織田信長，丈夫為德川四天王之一本多忠勝的嫡男本多忠政。
名為熊姫、國姫，一說為妙光院。

## 生涯
松平信康之女、父親死後由祖父扶養。
天正18年（1590年）至天正19年（1591年）間奉家康的命令嫁與忠勝嫡男忠政為正室。
與忠政之間感情良好、生有嫡男本多忠刻與次男本多政朝、3男本多忠義、國姫（堀忠俊正室→有馬直純正室）、龜姫（小笠原忠脩正室→小笠原忠真正室）等孩子。
寛永3年（1626年）6月25日、先於夫前死去。享年50歲。